# Gymnothorax eurygnathos
Gymnothorax eurygnathos is een  straalvinnige vissensoort uit de familie van murenen (Muraenidae). De wetenschappelijke naam van de soort is voor het eerst geldig gepubliceerd in 2001 door Böhlke.
De soort staat op de Rode Lijst van de IUCN als Onzeker, beoordelingsjaar 2007.